# Dawn Harperová
Dawn Harperová (* 13. května 1984, East St. Louis, Illinois) je americká atletka, olympijská vítězka z roku 2008 v běhu na 100 metrů překážek.

Na letních olympijských hrách v Pekingu využila zaváhání Američanky Lolo Jonesové, která nohou zavadila o předposlední překážku a z prvního místa se propadla na sedmé. Harperová si zaběhla ve finále osobní rekord 12,54 s. V únoru 2009 o olympijském zlatu prohlásila:
| „                | Zlato mi změnilo život. Lidi mě poznávají, chtějí autogramy. Znáte to – neumí si vás zařadit, přijdou a ptají se: Vy jste něco vyhrála? A já říkám: Ale, nic významného. Jen olympiádu. | “ |
| — Dawn Harperová | |   |

O rok později na světovém šampionátu v Berlíně si vylepšila v semifinálovém běhu osobní rekord na 12,48 s. V samotném finále však proběhla cílem v čase 12,81 s a skončila na sedmém místě. Na světovém atletickém finále 2009 v Soluni doběhla na druhém místě.
Na Mistrovství světa v atletice 2011 v jihokorejském Tegu skončila na třetím místě v novém osobním rekordu 12,47 s. Na třetí místo ji odsunula vítězka Australanka Sally Pearsonová (12,28 s) a Američanka Danielle Carruthersová (12,47 s).
V letech 2003 – 2006 studovala v Los Angeles na kalifornské univerzitě psychologii.

## Osobní rekordy
- 60 m př. (hala) – 7,98 s – 10. března 2006, Fayetteville
- 100 m př. (dráha) – 12,37 s – 7. srpna 2012, Londýn